# Gurupá
Gurupá este un oraș în Pará (PA), Brazilia.